# مجلس وزراء بنغلاديش
مجلس الوزراء البنغالي (بالبنغالية: বাংলাদেশের মন্ত্রিসভা)‏ هو الهيئة التنفيذية الرئيسية لجمهورية بنغلاديش الشعبية، التي يشرف عليها مكتب رئيس الوزراء، ويتألف المجلس من رئيس الوزراء وحوالي 25 وزيرًا و7 مستشارين و18 وزير دولة و3 نواب وزراء.